# Joseph Bonaparte
Joseph Bonaparte, född 7 januari 1768 i Corte, död 28 juli 1844 i Florens, kung av Neapel 1806–1808 och kung av Spanien 1808–1813. 

## Biografi

### Tidigt liv
Joseph Bonaparte var äldste son till Carlo Buonaparte och Laetitia Ramolino och bror till Napoleon I, svåger till Karl XIV Johan.
Bonaparte var utbildad advokat och efter familjens flykt till franska fastlandet i samband med Paolipartiets seger på Korsika blev han krigskommissarie i Marseille. 1 augusti 1794 gifte han sig med sidenhandlardottern Julie Clary (1771–1845), äldre syster till drottning Desideria av Sverige, och blev på så sätt ingift i penningaristokratin.

### Karriär
Genom sin bror Napoleons inflytande blev han generalkrigskommissarie, 1797 sändebud i Rom och 1806 kung av Neapel. Napoleon utnämnde Joseph 1808 till kung av Spanien; som sådan var han helt utan ledarförmåga och stod helt under sin brors inflytande. Efter nederlaget vid Vitoria den 21 juni 1813 flydde han från Spanien och ledde som generallöjtnant Frankrikes försvar 1814.

### Senare liv
Efter de hundra dagarna flyttade han till USA, där han köpte en farm strax utanför New York och kallade sig greven av Survilliers. Han var mycket intresserad av kreatursavel och järnvägsaktier. Hans hustru, Julie, blev liksom alla andra som bar namnet Bonaparte, utvisad från Frankrike. Hon följde inte med Joseph till USA, utan bosatte sig istället i Bryssel. 1841 återvände Joseph till Europa och slog sig ner i Florens, där han återförenades med sin hustru. Hans grav finns i Invaliddomen i Paris.

## Barn
1. Zenaïde (1801–1854), gift med sin kusin Charles Lucien Bonaparte (son till Lucien Bonaparte)
2. Charlotte (1802–1839), gift med sin kusin Napoleon (son till Louis Bonaparte)